# Saigon Kick
Saigon Kick – amerykańska metalowa grupa muzyczna, powstała w 1988 roku.

## Historia
Zespół powstał w 1988 roku w Miami. Pierwszy skład stanowili Matt Kramer, Jason Bieler, Phil Varone i Tom Defile. W 1990 roku grupa podpisała kontrakt z wytwórnią Third Stone. W 1992 roku dużą popularność osiągnął drugi album Saigon Kick pt. The Lizard, a znajdująca się na nim piosenka „Love Is on the Way” zajęła dwunaste miejsce na liście Hot 100. Wkrótce później Defile opuścił zespół, a zastąpił go Chris McLernon. Album Water okazał się rozczarowaniem i w 1994 roku grupa znalazła się bez wydawcy. W 1995 roku podpisano umowę z CMC International, która to wytwórnia wydała album Devil in the Details. Po ukazaniu się albumu Bastards grupa rozpadła się. W 2012 roku z inicjatywy Phila Varone'a nastąpiła reaktywacja Saigon Kick.

## Członkowie zespołu

### Obecni
- Matt Kramer – wokal (1988–1993, 1997, 2000, od 2012)
- Jason Bieler – gitara, wokal (1988–1999, od 2012)
- Chris McLernon – gitara basowa (1992–1997, 2012–2015, od 2017)
- Steve Gibb  – gitara rytmiczna (od 2017)
- Jonathan Mover – perkusja (od 2017)

### Dawni
- Phil Varone – perkusja (1988–1996, 2000, 2012–2015)
- Tom Defile – gitara basowa (1990–1992, 2000, 2014)
- Pete Dembrowski – gitara (1993–1999)
- Ricky Sanders – perkusja (1997–1999)
- Sean Puckett – gitara basowa (1988–1990)

## Dyskografia

### Albumy studyjne
- Saigon Kick (1991)
- The Lizard (1992)
- Water (1993)
- Devil in the Details (1995)
- Bastards (1999)

### Kompilacje
- Moments from the Fringe (1998)
- Greatest Mrs.: The Best of Saigon Kick (1998)
- Greatest Hits Live (2000)